# Pokerface
Pokerface, Niclas Wahlgrens debutalbum, utgivet hösten 1983. Skivan innehåller bland annat debutsingeln "Svart på vitt" som blev en stor hit.

## Låtlista
Sida A:
1. Nanana - 3,37
2. Rätt & slätt - 3,46
3. Söka efter lycka - 4,02
4. Tänk om du visste - 3,27
5. Vintertid - 4,53

Sida B:
1. Pokerface - 3,35
2. Ge mej - 3,43
3. Okej för mej - 3,56
4. Svart på vitt - 3,26
5. Stanna lyssna - 3,11

### Bonusspår på återsläppet 1984
1. Het lång sommarnatt
2. Åh, vilken dag

## Medverkande
- Niclas Wahlgren - Sång
- Nalle Påhlsson - Bas & Gitarr
- Anders Uddberg - Keyboards
- Jan-Erik Perning - Trummor & Percussion
- Lasse Wellander - Ak. Gitarrsolo "Ge mej"
- Kjell Sandehl - El. Gitarrsolo "Ge mej"
- The Radio - Kör på "Vintertid"